# Backtrack (groupe)
Pour les articles homonymes, voir Backtrack.
Backtrack est un groupe américain de punk hardcore, originaire de Long Island, New York.

## Histoire
Backtrack débute en 2008 avec la sortie d'une démo intitulée The '08 Demo via Flatspot Records. Ils sortent un EP en 2009 via 6131 Records intitulé Deal With The Devil. Backtrack sort son premier album en 2011 intitulé Darker Half via Reaper Records,. En 2013, Backtrack sort un vinyle via Bridge 9 Records intitulé Can't Escape,. En 2014, Backtrack sort son deuxième album complet via Bridge 9 Records, intitulé Lost In Life.
En 2019, le groupe annonce sa séparation en effectuant une dernière tournée en Amérique, en Asie et en Australie qui se termine à Amityville, New York, le 30 novembre 2019,. Vitalo a ensuite créé la société de gestion d'artistes Gold Theory Artists.

## Discographie

### Albums studio
- 2011 : Darker Half (Reaper)
- 2014 : Lost in Life (Bridge Nine)
- 2017 : Bad to My World (Bridge Nine)

### EP et démos
- 2008 : The '08 Demo (Flatspot)
- 2009 : Deal with the Devil (6131)
- 2013 : Can't Escape (Bridge Nine)
- 2017 : Bad to My World b/w Breaking Loose – Flexi/Zine (Bridge Nine)